# Jerzy Ficowski
Jerzy Tadeusz Ficowski (4. září 1924 ve Varšavě – 9. května 2006 tamtéž) byl polský básník, esejista, textař, prozaik, překladatel (ze španělštiny, romštiny, ruštiny, němčiny, italštiny, francouzštiny, rumunštiny), účastník Varšavského povstání, znalec židovského a romského folklóru. Byl synem právníka a úřednice.
Byl polským odborníkem na tvorbu Bruna Schulze a jeho prvním životopiscem. Po celý život sbíral z různých zdrojů Schulzovu korespondenci, kterou uspořádal a připravil k vydání. Česky vyšla v roce 2021.